# Enarophoros
Enarophoros (altgriechisch Ἐναροφόρος Enarophóros) oder Enarsphoros (Ἐναρσφόρος Enarsphóros) ist eine Person der griechischen Mythologie.
Er ist der Sohn des Hippokoon aus Amyklai. Gemeinsam mit seinem Vater und seinen Brüdern Dorykleus, Skaios, Bukolos, Euteiches, Lykaithos, Tebros, Hippothoos, Eurytos, Hippokorystes, Alkinoos und Alkon vertreibt er die Herrscher von Sparta, Ikarios und Tyndareos, aus der Stadt. Hippokoon und alle seine Söhne werden von Herakles getötet, woraufhin Tyndareos die Herrschaft wieder an sich nimmt. Plutarch berichtet von einer Variante des Mythos vom Raub der Helena, einer Tochter des Tyndareos. Nach dieser Variante begeht nicht Theseus den Raub, sondern Enarophoros will die kindliche Helena rauben, weshalb ihr Vater sie zur Sicherheit in die Obhut des Theseus gibt.
Pausanias zufolge befanden sich in Sparta Heroa der Hippokoonsöhne Alkimos und Enaraiphoros, der mit Enarophoros zu identifizieren ist. Unweit davon befanden sich Heroa von Dorkeus und Sebros, die vermutlich mit Dorykleus und Tebros zu identifizieren sind.